# Quercus brenesii
Quercus brenesii Trel. – gatunek roślin z rodziny bukowatych (Fagaceae Dumort.). Występuje naturalnie w Nikaragui, Kostaryce oraz Panamie. 

## Morfologia
PokrójZimozielone drzewo dorastające do 6–25 m wysokości.
LiścieBlaszka liściowa ma lancetowaty kształt, jest delikatnie ząbkowana na brzegu, ma spiczasty wierzchołek, niemal siedząca.

## Biologia i ekologia
Rośnie w lasach. Występuje na wysokości od 1000 do 1200 m n.p.m.